# The Last Rebel
The Last Rebel é o sétimo álbum de estúdio da banda norte-americana de southern rock Lynyrd Skynyrd, lançado em 16 de fevereiro de 1993.

## Lista de faixas
| N.º            | Título                        | Compositor(es)                                                     | Duração |  |
| 1.             | "Good Lovin's Hard to Find"   | Ed King, Gary Rossington, Johnny Van Zant, Robert White Johnson    | 3:54    |  |
| 2.             | "One Thing"                   | Dale Krantz Rossington, G. Rossington, King, Kurt Custer, Van Zant | 5:14    |  |
| 3.             | "Can't Take That Away"        | Michael Gerald Lunn, Johnson, Van Zant                             | 4:18    |  |
| 4.             | "Best Thing's In Life"        | Tom Keifer, G. Rossington, Van Zant                                | 3:53    |  |
| 5.             | "The Last Rebel"              | G. Rossington, Michael Lunn, Johnson, Van Zant                     | 6:47    |  |
| 6.             | "Outta Hell In My Dodge"      | Randall Hall, Johnson, King, Van Zant                              | 3:46    |  |
| 7.             | "Kiss Your Freedom Goodbye"   | King, Van Zant                                                     | 4:45    |  |
| 8.             | "South Of Heaven"             | G. Rossington, Johnson, Michael Lunn, Van Zant                     | 5:14    |  |
| 9.             | "Love Don't Always Come Easy" | King, Van Zant                                                     | 4:35    |  |
| 10.            | "Born to Run"                 | Donnie Van Zant, G. Rossington, King, Van Zant                     | 7:26    |  |
| Duração total: | Duração total:                | Duração total:                                                     | 49:52   |  |

## Créditos
- Johnny Van Zant - vocal
- Gary Rossington - guitarra solo e rítmica
- Randall Hall - guitarra solo e rítmica, backing vocal
- Ed King - guitarra elétrica & acústica, baixo
- Leon Wilkeson - baixo, baixo de 5 cordas, backing vocal
- Kurt Custer - bateria, prato, percussão
- Billy Powell - piano, órgão Hammond, sintetizador

Músicos adicionais
- Dale Krantz Rossington - backing vocal
- Kim Morrison - backing vocal
- Michael Gerald Lunn - backing vocal
- Jerry Jones - baixo de 6 cordas, guitarra de 12 cordas
- Jim Horn - trompa
- Charles Rose - trompa